# Lucien Lauk
Lucien Charles Lauk (* 27. Juni 1911 in Paris; † 8. Juni 2001 in Montfermeil) war ein französischer Radrennfahrer.

## Sportliche Laufbahn
Als Amateur hatte er keine herausragenden Erfolge. 1934 wurde Lauk Unabhängiger, 1935 dann Berufsfahrer im Radsportteam Helyett-Hutchinson und blieb bis 1953 aktiv.
1934 gewann er mit Paris–Arras, Paris–Le Havre und Paris–Riva Bella drei Eintagesrennen. 1935 gelang ihm ein Etappensieg in der Tour du Midi, 1936 gewann er den Circuit de l’Indre, der in jener Saison als Etappenrennen ausgetragen wurde. 1938 siegte er im Grand Prix Cannes, 1939 erneut auf einer Etappe der Tour du Midi. Neben einigen kleineren Rennen konnte er den Circuit de l’Indre 1950 erneut gewinnen. Dazu kamen Siege in der Tour de Corrèze 1948 vor Robert Chapatte sowie im Grand Prix Catox 1951. 
In der nationalen Meisterschaft im Straßenrennen wurde er 1941, 1943 und 1947 jeweils Dritter. Die Tour de France fuhr er 1948 und 1950, schied jedoch in beiden Rundfahrten aus. Im Giro d’Italia 1935 wurde er 50., in der Vuelta a España 1942 schied er aus.

## Familiäres
Seine Brüder Jean Lauk und René Lauk waren ebenfalls Radrennfahrer.